# Chapelle Notre-Dame du Raimeux

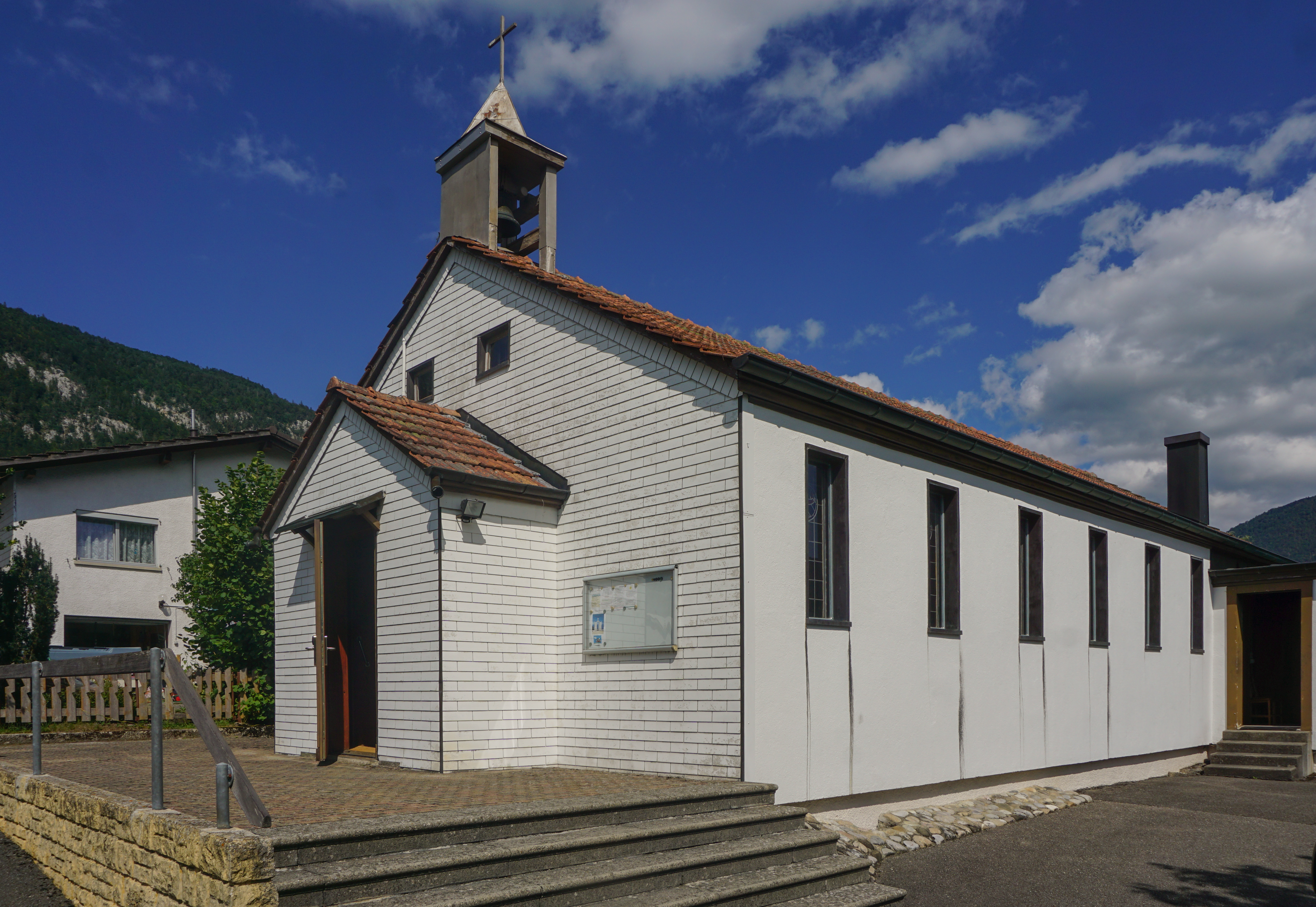
Notre-Dame du Raimeux in Crémines

Die Chapelle Notre-Dame du Raimeux in Crémines im Kanton Bern ist eine Filialkirche der Pfarrei Notre-Dame de la Prévôté in Moutier. Sie steht in der Nähe des Bahnhofs und des Altersheims Aliziers.

## Geschichte
In den 1930er Jahren sammelten die Katholiken des Grand Val oder Cornet genannten Tals am Südfuss des Mont Raimeux Mittel, um eine eigene Kirche zu bauen. 1934 konnte in Crémines ein Grundstück erworben werden, um darauf eine kleine Kapelle zu errichten. Der Architekt Silvio Casagrande baute eine Kapelle ganz aus Holz, die Platz für 100 Personen bietet. Die Kapelle wurde am 20. Januar 1935 auf das Patronat Notre-Dame du Raimeux als zweiter Gottesdienstort der Pfarrei Moutier geweiht.

## Baubeschreibung
Leicht erhöht etwas abseits der Strasse steht die Kirche in west-östlicher Ausrichtung. Es ist ein rechteckiger, niedriger Bau mit einem mit Falzziegeln gedeckten Satteldach. Über dem Westgiebel trägt ein einfacher Dachreiter eine kleine Glocke. Der Eingang führt durch einen vorgebauten Windfang mit einem analog zum Hauptdach geformten Giebeldach. Südseitig am Chor ist ein Sakristei-Anbau mit separater Eingangstür. Die Aussenwände sind mit weissen Mineralfaserplatten verkleidet.

## Innenraum und künstlerische Ausstattung

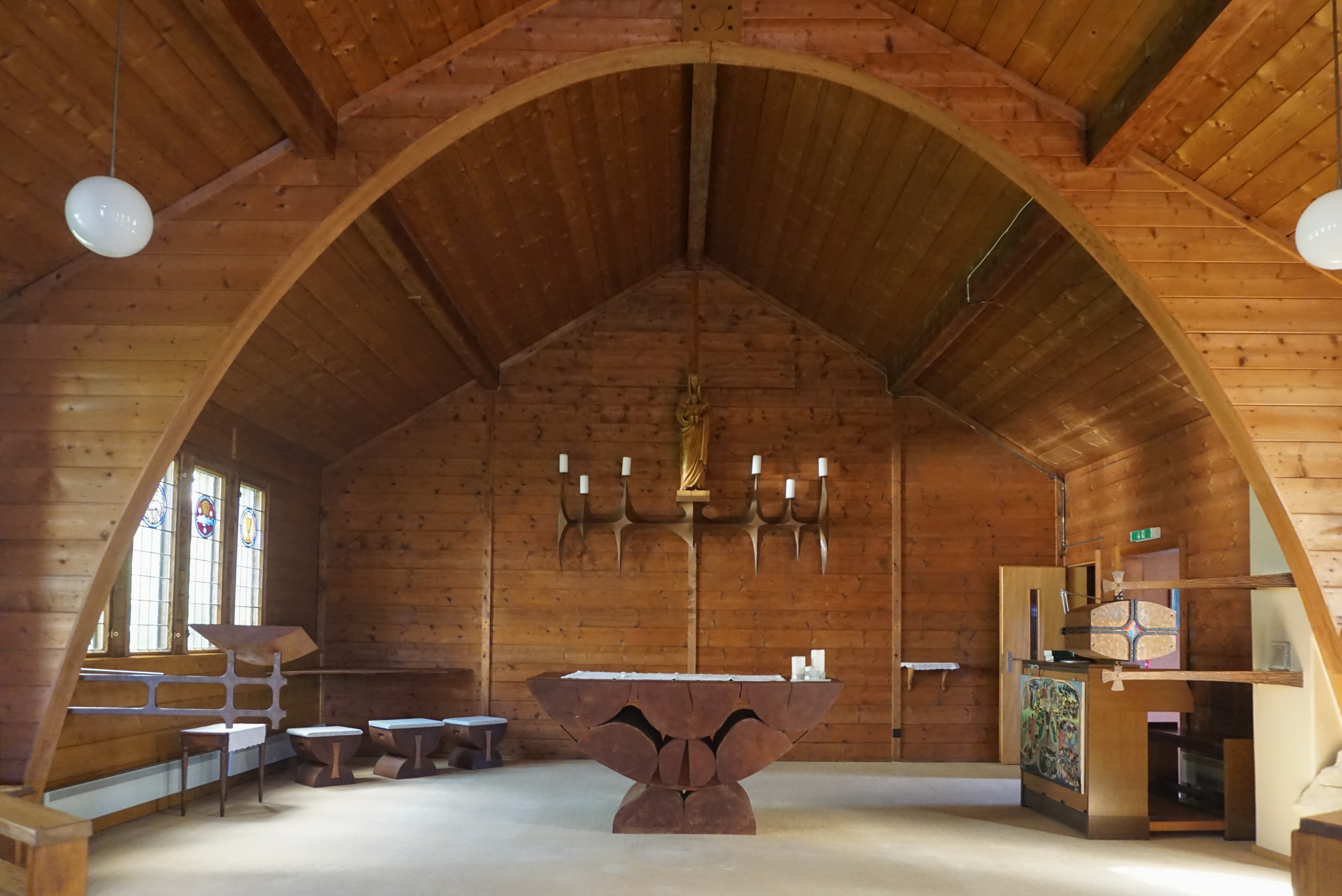
Notre-Dame du Raimeux, Chorraum

Das Kirchenschiff im Inneren beeindruckt mit seiner Holztäfelung, die auch die halbrunden Bohlenbinder überdeckt. Die drei Bögen unterteilen die Raumlänge und tragen die sichtbaren First- und Mittelpfetten. Die Seitenwände werden jeweils durch sechs Fenster durchbrochen und an der Nordseite des Chors mit vier aneinandergereihten Fenstern ergänzt. In jedem der mit Bleiruten verglasten Fenster ist eine runde Scheibe mit christlichen Symbolen eingefügt. Zwischen den Fenstern sind Kreuzwegstationsbilder aufgehängt, die aufgrund ihres Malstils des 19. Jahrhunderts vermutlich aus der 1966 abgebrochen alten Kirche von Moutier stammen. Bei der 1978 von Silvio Casagrande durchgeführten Renovierung der Kirche wurde auch der Chor an die Neuerungen der Liturgiereform des Zweiten Vatikanischen Konzils angepasst. Der Sockel des Volksaltars wie auch die Sedilien sind aus halbierten Baumstammabschnitten gefertigt. Aus Bronzeguss sind Kerzenträger an der Chorrückwand sowie die Ausleger des Tabernakels und des Lesepults künstlerisch gestaltet. Ein elektronisches Orgelpositiv ergänzt die Ausstattung des Chorraums.